# Suratissa
Suratissa fou rei de Sri Lanka (247 a 237 aC) germà i successor de Mahasiva. Abans de pujar al tron el seu nom era Suwanapinda Tissa.
Va seguir el camí iniciat pels seus predecessors recents mantenint el progrés social i religiós del poble. Va construir en el seu regnat uns 500 vihares (temples) arreu de l'illa als dos costats del riu Mahaweli. Els singalesos no estaven sotmesos a servei militar i en el seu regnat es va establir la costum de portar mercenaris de l'Índia. Entre aquests mercenaris hi havia dos que es deien Sena i Gottika; el primer dirigia una força de cavalleria i el segon una flota de vaixells. Aquests caps militars van acabar assassinat al rei i van retenir el poder durant 22 anys en els que es diu que van exercir un bon govern.
Finalment però foren derrotats i morts per Asela, germà de Suratissa.